# Je ne peux plus dire je t'aime
Je ne peux plus dire je t'aime est une chanson de Jacques Higelin, issu de l'album Caviar pour les autres... sorti en 1979.
Il s'agit d'une chanson d'amour pleine de tendresse. Ce titre a ensuite connu plusieurs reprises, d'abord dans le cadre d'un duo entre Jacques Higelin et Isabelle Adjani en 1982.

## Reprises
Outre les interprétations en concert, dont une enregistrée sur l'album Follow the live (1990), Je ne peux plus dire je t'aime a été reprise par Jacques Higelin dans le cadre de deux duos. Il l'a d'abord interprétée avec Isabelle Adjani le 19 janvier 1982 dans une émission télévisée de Maritie et Gilbert Carpentier, Formule 1, consacrée à Higelin. Cette version créée spécialiement pour la télévision est restée longtemps inédite et n'a été éditée qu'en 1990 dans une compilation hors commerce de CD Mag, intitulée Higelin, avant d'être disponible sur l'album compilation Higelin entre 2 gares sorti en 2005. Il a ensuite chanté le titre avec Patrick Bruel dans le cadre de l'album collectif Urgence : 27 artistes pour la recherche contre le sida en 1992.
Le groupe québécois Le Nombre enregistre une reprise de Je ne peux plus dire je t'aime sur leur premier album en 2002.
En 2011, la chanson est reprise par Alice Gastaut et Adrien Antoine dans une scène du film La guerre est déclarée de Valérie Donzelli.
En 2018, peu après le décès de Jacques Higelin, Nolwenn Leroy lui rend hommage en reprenant cette chanson en ouverture d'un album de reprises intitulé Folk.
Le 8 février 2019, dans le cadre de la 34e cérémonie des Victoires de la musique diffusée en direct sur France 2, Izïa Higelin et Arthur H rendent aussi hommage à leur père en interprétant ce titre en duo.
Le 29 septembre 2021, dans le cadre d'un concert diffusé sur Youtube à l'occasion de son quarantième anniversaire, Indochine reprend cette chanson.